# Leonardo Nemer Caldeira Brant
Leonardo Nemer Caldeira Brant (* 15. Juli 1966 in Belo Horizonte, Minas Gerais, Brasilien) ist ein brasilianischer Jurist und seit 2022 Richter am Internationalen Gerichtshof.

## Ausbildung
Leonardo Nemer Caldeira Brant erwarb 1991 seinen Bachelor of Laws und 1993 seinen Master of Laws (LL.M.) an der Universidade Federal de Minas Gerais (UFMG) in Brasilien. Im Jahr 2000 promovierte er an der Université Paris X in Frankreich und erhielt für seine Dissertation den Prix de la Chancellerie des französischen Ministeriums für Hochschulbildung.

## Berufliche Laufbahn
Brant war von 1994 bis 2022 ordentlicher Professor für Völkerrecht an der Universidade Federal de Minas Gerais und von 2000 bis 2021 an der Pontifícia Universidade Católica de Minas Gerais. Er gründete und leitete das Centro de Direito Internacional (CEDIN) in Brasilien und war Partner in der Anwaltskanzlei Nemer e Guimarães. Zudem war er Mitglied der Richterliste für das Sondertribunal für den Libanon und Mitglied des Beratungsausschusses für Nominierungen des Internationalen Strafgerichtshofs.
Er hat als Gastprofessor an verschiedenen internationalen Universitäten gelehrt, darunter das Institut d’Études Politiques d’Aix-en-Provence (Sciences Po Aix), die Universität Panthéon-Assas, und die Universität Caen. 
Brant war zudem Senior Researcher am Lauterpacht Centre for International Law der University of Cambridge und hielt zahlreiche Vorträge und Lehrveranstaltungen zu völkerrechtlichen Themen. Er ist darüber hinaus Autor zahlreicher rechtswissenschaftlicher Veröffentlichungen.

## Auszeichnungen und Mitgliedschaften
Brant wurde mit der dem Rio-Branco-Orden sowie der Medalha da Inconfidência des Bundesstaates Minas Gerais ausgezeichnet. Er ist Ehrenmitglied der Rechtsakademie von Minas Gerais und war Berater im Vorstand der Konrad-Adenauer-Stiftung in Brasilien. Zudem ist er Mitglied der Société française pour le droit international (SFDI).